# Kevin Costner

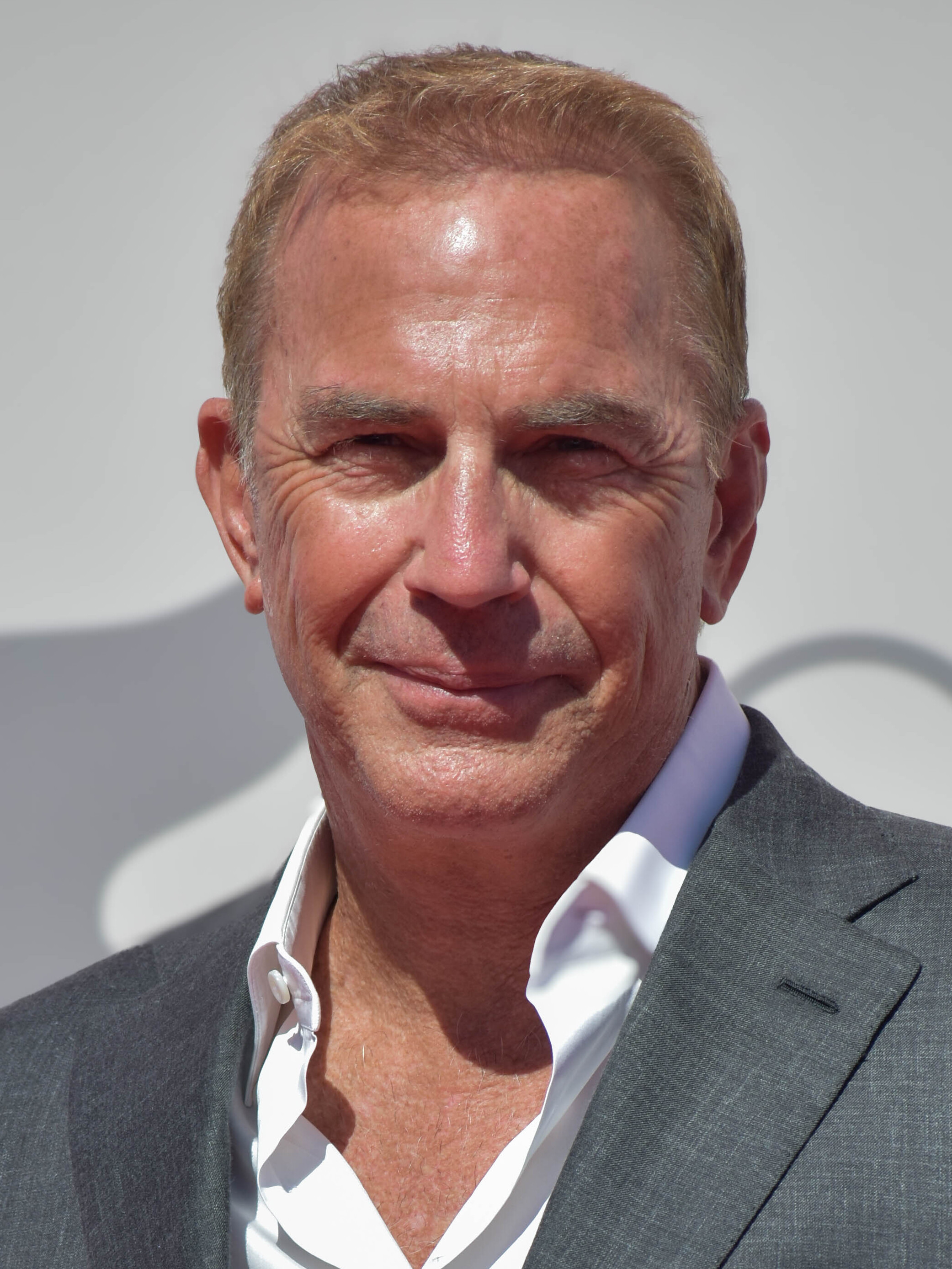
Kevin Costner (2024)

Kevin Michael Costner (* 18. Januar 1955 in Lynwood, Kalifornien) ist ein US-amerikanischer Schauspieler, Filmproduzent und Regisseur. Seinen größten Erfolg feierte er 1990 mit dem Western-Epos Der mit dem Wolf tanzt, für das er den Oscar für den besten Film sowie für die beste Regie gewinnen konnte.

## Leben und Karriere
Kevin Costners irischstämmige Mutter Sharon Rae Tedrick war Sozialarbeiterin und sein deutschstämmiger Vater William Costner Elektriker. Neben deutschen und irischen Vorfahren hat Costner außerdem auch englische, schweizerische, schottische, walisische und nordirische Wurzeln. Costner war während seiner Schulzeit Mitglied im Kirchenchor und verfasste nebenbei Gedichte. Er galt als Außenseiter und Tagträumer. Sport war stets eines seiner großen Hobbys; als Jugendlicher spielte er Basketball, Baseball und American Football, später betätigte er sich als Golfer. Ab 1973 nahm er an fünf Abenden in der Woche Schauspielunterricht. 1978 machte er seinen Collegeabschluss in Business (ähnlich Betriebswirtschaft). Nach seinem Studium an der California State University nahm er einen Marketingjob in Orange County an und heiratete seine Jugendliebe Cindy Silva. Bei einer zufälligen Begegnung gab Richard Burton ihm den Rat, sich völlig auf die Schauspielerei zu konzentrieren, falls er es darin zu etwas bringen wolle. Costner gab seinen Job auf, zog nach Hollywood und hielt sich zunächst als Lastwagenfahrer, Hochseefischer und Busfahrer bei Stadtrundfahrten finanziell über Wasser. Seine Frau trat als Schneewittchen in Disneyland auf.
1974 gab Costner sein Filmdebüt in der Softsex-Komödie Malibu Summer (dt.: Heißer Strand USA), die erst 1981 veröffentlicht wurde. Von den Dreharbeiten war er so angewidert, dass er sich schwor, der Schauspielerei den Rücken zu kehren, wenn sich keine anderen Rollen für ihn fänden. Erst Anfang der 1980er Jahre kehrte Costner in kleineren Rollen zum Film zurück. Seine Szenen in Lawrence Kasdans Tragikomödie Der große Frust (The Big Chill, 1983) fielen dem Schnitt zum Opfer, doch Kasdan gab Costner 1985 schließlich eine Hauptrolle in dem erfolgreichen Western Silverado. Sowohl Costners Spiel als auch seine akrobatischen Reitkünste machten Eindruck bei Publikum und Kritik.
Seinen internationalen Durchbruch feierte Costner 1987 mit Brian De Palmas Film The Untouchables – Die Unbestechlichen mit Sean Connery als ehrlichem Polizisten, Robert De Niro als Al Capone und Costner als dessen Gegenspieler Eliot Ness. Im selben Jahr drehte er den ebenfalls erfolgreichen Thriller No Way Out – Es gibt kein Zurück. 1989 gelang ihm mit dem märchenhaften Film Feld der Träume über einen Farmer, der mit dem Bau eines Baseball-Stadions in seinem Maisfeld die Vergangenheit beschwört und die Zukunft gewinnt, ein weiterer Erfolg. Zu diesem Zeitpunkt feierte die Kritik Costner, der in seinen Rollen jungenhaften Charme und zielstrebige, positive Beharrlichkeit ausstrahlte, als „neuen Gary Cooper“. Bis Mitte der 1990er Jahre zählte der Schauspieler zu den gefragtesten Hollywood-Stars.
Auf dem Höhepunkt seiner Popularität gründete Costner zusammen mit dem Produzenten Jim Wilson die Produktionsfirma Tig Productions, mit der er seine Filme fortan produzierte. Sein Regiedebüt gab Costner 1990 mit dem aufwendigen Western-Epos Der mit dem Wolf tanzt, den er auch produzierte und dessen Hauptrolle er übernahm. Der mehr als drei Stunden lange Streifen wurde entgegen den Erwartungen der Fachwelt ein internationaler Kinoerfolg und erntete bei zwölf Nominierungen sieben Oscars, unter anderem für Costners Regie und den Besten Film.
Es folgte bis Mitte der 1990er Jahre eine Serie weiterer Erfolge mit dem Abenteuerfilm Robin Hood – König der Diebe, Oliver Stones Geschichtsinterpretation JFK – Tatort Dallas (beide 1991), dem romantischen Thriller Bodyguard (1992) mit Whitney Houston und Clint Eastwoods Perfect World (1993), in dem Costner erstmals einen Verbrecher spielte.
Lawrence Kasdans Wyatt Earp – Das Leben einer Legende (1994) mit Costner in der Titelrolle des Wyatt Earp floppte. 1995 produzierte Costner dann den postapokalyptischen Science-Fiction-Film Waterworld und spielte die Hauptrolle des Mariners. Nach einem Streit mit dem Regisseur Kevin Reynolds führte er auch teilweise Regie. Die äußerst kostenintensiven Dreharbeiten auf dem Meer sprengten das Filmbudget bei weitem und trieben die Produktionskosten auf 175 Millionen Dollar. Waterworld, sein bis dahin teuerster Film, erzielte ein weltweites Einspielergebnis von 264 Millionen Dollar und konnte damit die enormen Gesamtkosten (inklusive Werbung, Vertrieb etc.) wieder einspielen. Die Einspielergebnisse in den USA lagen bei 88 Millionen Dollar und damit weit unter dem, was frühere Costner-Filme eingebracht hatten. Über diesen Film, der in den Kinos ein leichtes Plus einspielte und später über den Heimvideo- und DVD-Markt sogar erhebliche Gewinne erzielte, hält sich bis heute das unwahre Gerücht, er sei ein katastrophaler Misserfolg gewesen. Wahr ist allerdings, dass der Film kommerziell und künstlerisch die enormen Erwartungen, die man in ihn gesetzt hatte, nicht erfüllen konnte.
1995 wirkte Kevin Costner bei dem 8-teiligen Dokumentarfilm Die Geschichte der Indianer – 500 Nations unter anderem als Sprecher mit. Die Dokumentation über die Ureinwohner Nord- und Zentralamerikas beginnt in der präkolumbischen Zeit und reicht bis zum Ende des 19. Jahrhunderts und basiert überwiegend auf alten Texten und Bildern, Augenzeugenberichten und nachgestellten Computeranimationen.

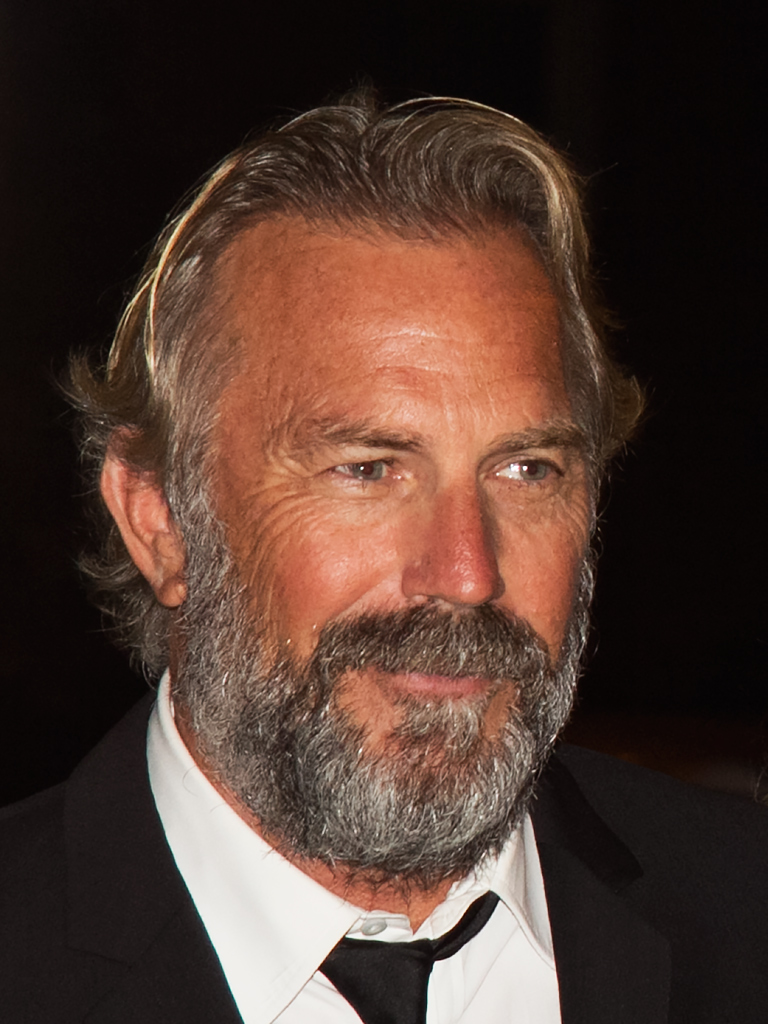
Costner auf dem Toronto International Film Festival 2014

Zwei Jahre später setzte Costner noch einmal sein ganzes Renommee ein, um als Regisseur, Hauptdarsteller und Produzent eine kostspielige Mischung aus Western und Science Fiction inszenieren zu können: Doch The Postman wurde, anders als Waterworld, tatsächlich ein großer Flop und von vielen Kritikern verrissen. Der Film wurde zwar für drei Saturn Awards nominiert, doch vor allem mit fünf Goldenen Himbeeren (darunter zwei für Costner selbst) „ausgezeichnet“.
The Postman markierte einen Wendepunkt. Nach dem hochbudgetierten Misserfolg konnte sich Costner nie wieder in der ersten Hollywood-Liga positionieren, obwohl er auch weiterhin kontinuierlich beschäftigt war. Er spielte Hauptrollen in Liebesfilmen wie Message in a Bottle (1999), An deiner Schulter (The Upside Of Anger, 2005) oder dem Politthriller Thirteen Days (2000). 2003 inszenierte er den Western Open Range (2003), in dem er auch Regie führte. Mit diesem Film gelang ihm ein finanzieller Erfolg, und er erntete wieder positive Kritiken. 2007 überraschte er in der Rolle eines geisteskranken Serienmörders in dem Film Mr. Brooks. Weitere Film- und Fernsehrollen schlossen sich an, sein schauspielerisches Schaffen umfasst mehr als 60 Produktionen. Seit 2018 spielt er die Hauptrolle in der Serie Yellowstone, die künstlerisch wie finanziell ein Erfolg ist und Costner den Golden Globe Award einbrachte. Für den August 2024 ist die vierteilige, von ihm auch als Regisseur verantwortete Western-Saga Horizon: An American Saga angekündigt. Der erste Teil wurde ins Rahmenprogramm des 77. Filmfestivals von Cannes aufgenommen.
2007 gründete Costner mit Unterstützung seiner zweiten Frau Christine Baumgartner die achtköpfige Country-Band Kevin Costner & Modern West und veröffentlichte 2008 Untold Truths. 2010 folgte Turn It On.

## Privatleben
Costner heiratete Cindy Silva 1978, die Ehe wurde 1994 geschieden. Die beiden haben drei Kinder, unter anderem Annie Costner. Aus einer kurzen Affäre mit der Millionenerbin Bridget Rooney stammt ein Sohn. Seit 2004 war Costner mit der Modedesignerin Christine Baumgartner verheiratet; das Paar hat drei Kinder. Baumgartner reichte 2023 die Scheidung ein. Anfang 2024 wurde die Scheidung rechtskräftig.
Costners deutscher Synchronsprecher ist Frank Glaubrecht, im 2024 erschienen Film Horizon: An American Saga wird er von Bernd Vollbrecht synchronisiert.

## Erwähnenswertes
- Costners Name ziert den Stern Nummer 2233 auf dem Hollywood Walk of Fame.
- Während der Dreharbeiten zu Robin Hood in England fand Kevin Costner Gefallen am Fußball und ist seitdem Fan des FC Arsenal.
- Costner verkaufte nach der Ölpest im Golf von Mexiko 2010 an BP 32 Maschinen zur Reinigung von ölverseuchtem Wasser mittels Zentrifugentechnologie, die er zusammen mit seinem Bruder, einem Wissenschaftler, entwickelt und mit 24 Mio. Dollar gefördert hat.[9]
- Im Februar 2013 trat er mit seiner Band Kevin Costner & Modern West im Rahmenprogramm der Alpinen Skiweltmeisterschaften in Schladming auf.[10]

## Filmografie

### Schauspieler
- 1981: Heißer Strand USA (Malibu Hot Summer)
- 1982: Nightshift – Das Leichenhaus flippt völlig aus (Night Shift)
- 1982: Gewagtes Spiel (Stacy’s Knights)
- 1983: Das letzte Testament (Testament)
- 1983: Ein Tisch für fünf (Table for five)
- 1983: Der große Frust (The Big Chill)
- 1984: The Gunrunner – Zwischen allen Fronten (The Gunrunner)
- 1984: Fandango
- 1985: Die Sieger – American Flyers (American Flyers)
- 1985: Silverado
- 1985: Unglaubliche Geschichten (Fernsehserie, 1.5 & 1.6 Die Notlandung)
- 1987: No Way Out – Es gibt kein Zurück (No Way Out)
- 1987: The Untouchables – Die Unbestechlichen (The Untouchables)
- 1988: Annies Männer (Bull Durham)
- 1989: Feld der Träume (Field of Dreams)
- 1989: Chasing Dreams – Träume sind wie Staub im Wind (Chasing Dreams, 1982 Produziert, 1989 unter Chasing Dreams als Heimvideo Veröffentlicht)
- 1990: Revenge – Eine gefährliche Affäre (Revenge)
- 1990: Der mit dem Wolf tanzt (Dances with Wolves)
- 1991: JFK – Tatort Dallas (JFK)
- 1991: Robin Hood – König der Diebe (Robin Hood: Prince of Thieves)
- 1992: Bodyguard (The Bodyguard)
- 1993: Perfect World
- 1994: Wyatt Earp – Das Leben einer Legende (Wyatt Earp)
- 1994: Das Baumhaus (The War)
- 1995: Waterworld
- 1996: Tin Cup
- 1997: Postman (The Postman)
- 1999: Message in a Bottle – Der Beginn einer großen Liebe (Message in a Bottle)
- 1999: Aus Liebe zum Spiel (For Love of the Game)
- 2000: Thirteen Days
- 2001: Crime is King (3000 Miles to Graceland)
- 2002: Im Zeichen der Libelle (Dragonfly)
- 2003: Open Range – Weites Land (Open Range)
- 2005: Wo die Liebe hinfällt … (Rumor Has It...)
- 2005: An deiner Schulter (The Upside of Anger)
- 2006: Jede Sekunde zählt – The Guardian (The Guardian)
- 2007: Mr. Brooks – Der Mörder in Dir (Mr. Brooks)
- 2008: Swing Vote – Die beste Wahl (Swing Vote)
- 2009: The New Daughter
- 2010: Company Men
- 2012: Hatfields & McCoys (Miniserie)
- 2013: Man of Steel
- 2014: Jack Ryan: Shadow Recruit
- 2014: 3 Days to Kill
- 2014: Draft Day
- 2014: Black or White
- 2015: City of McFarland (McFarland, USA)
- 2016: Batman v Superman: Dawn of Justice
- 2016: Das Jerico Projekt (Criminal)
- 2016: Hidden Figures – Unerkannte Heldinnen (Hidden Figures)
- 2016: The Hurt Business (Erzähler)
- 2017: Molly’s Game – Alles auf eine Karte (Molly’s Game)
- 2018–2024: Yellowstone (Fernsehserie)
- 2019: The Highwaymen
- 2019: Enzo und die wundersame Welt der Menschen (The Art of Racing in the Rain)
- 2020: Lass ihn gehen (Let Him Go)
- 2021: Zack Snyder’s Justice League
- 2024: Horizon: An American Saga

### Produzent
- 1990: Der mit dem Wolf tanzt (Dances with Wolves)
- 1992: Bodyguard (The Bodyguard)
- 1993: Rapa Nui – Rebellion im Paradies (Rapa Nui)
- 1994: Wyatt Earp – Das Leben einer Legende (Wyatt Earp)
- 1994: Die Geschichte der Indianer – 500 Nations (500 Nations)
- 1995: Waterworld
- 1997: Postman (The Postman)
- 1999: Message in a Bottle – Der Beginn einer großen Liebe (Message in a Bottle)
- 2000: Thirteen Days
- 2003: Open Range – Weites Land (Open Range)
- 2007: Mr. Brooks – Der Mörder in Dir (Mr. Brooks)
- 2008: Swing Vote – Die beste Wahl (Swing Vote)
- 2012: Hatfields & McCoys (Miniserie)
- 2014: Black or White
- 2024: Horizon – Eine amerikanische Saga – Kapitel 1 (Horizon: An American Saga – Chapter 1)
- 2024: Horizon – Eine amerikanische Saga – Kapitel 2 (Horizon: An American Saga – Chapter 2)

### Regisseur
- 1990: Der mit dem Wolf tanzt (Dances with Wolves)
- 1997: Postman (The Postman)
- 2003: Open Range – Weites Land (Open Range)
- 2024: Horizon: An American Saga

## Auszeichnungen
Bambi
- 2024: Bambi in der Kategorie Schauspieler international[11]

Berlinale
- Berlinale 1991 – Silberner Bär für eine herausragende Einzelleistung (Der mit dem Wolf tanzt)

César
- 2013: Ehrenpreis

Critics’ Choice Movie Award
- 2015: Lifetime Achievement Award

Emmy
- 2012: Emmy Awards als bester Schauspieler (Hatfields & McCoys)

Golden Globe Award
- 1990: Golden Globe als Bester Produzent (Der mit dem Wolf tanzt)
- 1990: Golden Globe als Bester Regisseur (Der mit dem Wolf tanzt)
- 1990: Nominierung als Bester Hauptdarsteller in einem Drama (Der mit dem Wolf tanzt)
- 1991: Nominierung als Bester Hauptdarsteller in einem Drama (JFK – Tatort Dallas)
- 1996: Nominierung als Bester Hauptdarsteller in einer Komödie (Tin Cup)
- 2013: Golden Globe als Bester Schauspieler (Hatfields & McCoys)
- 2023: Golden Globe als Bester Schauspieler (Yellowstone)

Goldene Himbeere
- 1992: Goldene Himbeere 1992 als Schlechtester Schauspieler (Robin Hood – König der Diebe)
- 1993: Nominierung als Schlechtester Produzent (Bodyguard)
- 1993: Nominierung als Schlechtester Schauspieler (Bodyguard)
- 1993: Nominierung als Schlechtester Newcomer (Bodyguard)
- 1995: Goldene Himbeere 1995 als Schlechtester Produzent (Wyatt Earp – Das Leben einer Legende)
- 1995: Goldene Himbeere als Schlechtester Schauspieler (Wyatt Earp – Das Leben einer Legende)
- 1995: Nominierung als Schlechtestes Leinwandpaar (Wyatt Earp – Das Leben einer Legende)
- 1996: Nominierung als Schlechtester Produzent (Waterworld)
- 1996: Nominierung als Schlechtester Schauspieler (Waterworld)
- 1998: Goldene Himbeere 1998 als Schlechtester Produzent (Postman)
- 1998: Goldene Himbeere als Schlechtester Regisseur (Postman)
- 1998: Goldene Himbeere als Schlechtester Schauspieler (Postman)
- 2000: Nominierung als Schlechtester Schauspieler (Aus Liebe zum Spiel und Message in a Bottle – Der Beginn einer großen Liebe)
- 2000: Nominierung als Schlechtester Schauspieler des Jahrhunderts
- 2002: Nominierung als Schlechtester Schauspieler (Crime is King)
- 2002: Nominierung als Schlechtestes Leinwandpaar (Crime is King)

Oscar
- 1991: Oscar als Produzent für den besten Film (Der mit dem Wolf tanzt)
- 1991: Oscar als Bester Regisseur (Der mit dem Wolf tanzt)
- 1991: Nominierung als Bester Hauptdarsteller (Der mit dem Wolf tanzt)

Screen Actors Guild Award
- 2013: Screen Actors Guild Award für Hatfields & McCoys als bester Darsteller

Offizier der Künste und Literatur
- 2024: Im Rahmen der Filmfestspiele in Cannes wurde Costner von der französischen Kulturministerin Rachida Dati mit den französischen Insignien eines Offiziers der Künste und Literatur ausgezeichnet.[12]